# Valéry Le Bonnec
Pour les articles homonymes, voir Bonnec.
Valéry Le Bonnec, né le 11 septembre 1975 à Lorient, est un auteur contemporain de nouvelles et de polars.

## Biographie[3]
Originaire d'une famille d'Étel, dans le Morbihan, Valéry Le Bonnec doit son prénom au président de la République en fonction l'année de sa naissance (1975), Valéry Giscard d'Estaing.
Il poursuit des études universitaires ponctuées d'un double cursus universitaire en Histoire et en Sciences de l'éducation. 
Il pratique le surf et le triathlon.
Après avoir voulu devenir archéologue, il est aujourd'hui conseiller principal d'éducation dans un collège en zone d'éducation prioritaire.
Il est marié et père de trois garçons.

## Livres
Valéry Le Bonnec est l'auteur de plusieurs romans et nouvelles, ainsi que de polars.
Il est influencé par Stephen King, Tony Hillerman, James Ellroy et Jean François Coatmeur.

## Hommages
Valéry Le Bonnec est lauréat du concours bookinstinct éditions.